# Петух и боярин
«Петух и боярин» — рисованный мультипликационный фильм по мотивам русской народной сказки «Петух и жерновцы». О том, как говорящий и добрый Петух проучил злого боярина и вернул украденные им жерновцы законным владельцам — старику со старухой.

## Сюжет
Давным-давно жили да были старик и старуха. Были они бедные, хлеба у них не было. Однажды они пошли в лес и принесли домой желудей, a старуха уронила один жёлудь в подполье. Жёлудь пустил росток и быстро дорос до полу. Старуха попросила старика прорубить пол, чтобы дубок вырос и с него жёлуди собирать. Старик прорубил дыру в полу, а затем и в крыше. А дерево росло всё выше и выше. Взял старик суму и полез на дуб за желудями. Лез-лез, а желудей-то нет! Зато на ветке петух красно-рыжий сидит и старику жерновцы протягивает: «Возьми жерновцы, отнеси старухе. Они вам пригодятся!» Спустился старик обратно в избу, и петух с ним. Положил старик жерновцы на стол, а старуха захотела их покрутить. Крутит, а оттуда вылетают блины, а потом пироги, и далее их стало больше! Старики обрадовались и досыта наелись. Тут мимо проезжал боярин. Почуял он вкусный аромат и зашёл в избу. Поел блины с пирогами и потребовал продать ему жерновцы. Старуха отказалась, и боярин украл у неё жерновцы. Старики огорчились, а петух пообещал вернуть украденное, и полетел вслед за боярином. Долетел петух до боярского терема, сел на ворота и громко закричал: «Эй, боярин! Отдавай наши жерновцы, которые ты у старика и старухи украл!» Боярин велел слугам бросить петуха в колодец. А петух выпил всю воду и снова закричал. Тогда боярин велел повару поймать петуха и бросить в горячую печь. А петух огонь водой залил, и весь в саже полетел в горницу к боярину, вновь громко закричал и всех напугал. Затем схватил жерновцы и полетел к старику и старухе.

## Создатели
| автор сценария                     | Иван Иванов-Вано |
| кинорежиссёр, художник-постановщик | Лев Мильчин |
| композитор                         | Ян Френкель |
| кинооператор                       | Михаил Друян |
| звукооператор                      | Борис Фильчиков |
| художники-мультипликаторы:         | Александр Панов, Татьяна Померанцева, Марина Рогова, Валентин Кушнерёв                                                                 |
| роли озвучивали:                   | Авангард Леонтьев — рассказчик, Клара Румянова — старуха, Радий Овчинников — старик, Николай Граббе — боярин, Юрий Катин-Ярцев — петух |
| художники:                         | Ирина Троянова, Татьяна Ильина, А. Карасёва, Татьяна Колосова, А. Ратковская                                                           |
| редактор                           | Раиса Фричинская |
| монтажёр                           | Ольга Василенко |
| ассистент режиссёра                | Ольга Апанасова |
| директор съёмочной группы          | Лилиана Монахова |